# Finlands Nationalgalleri

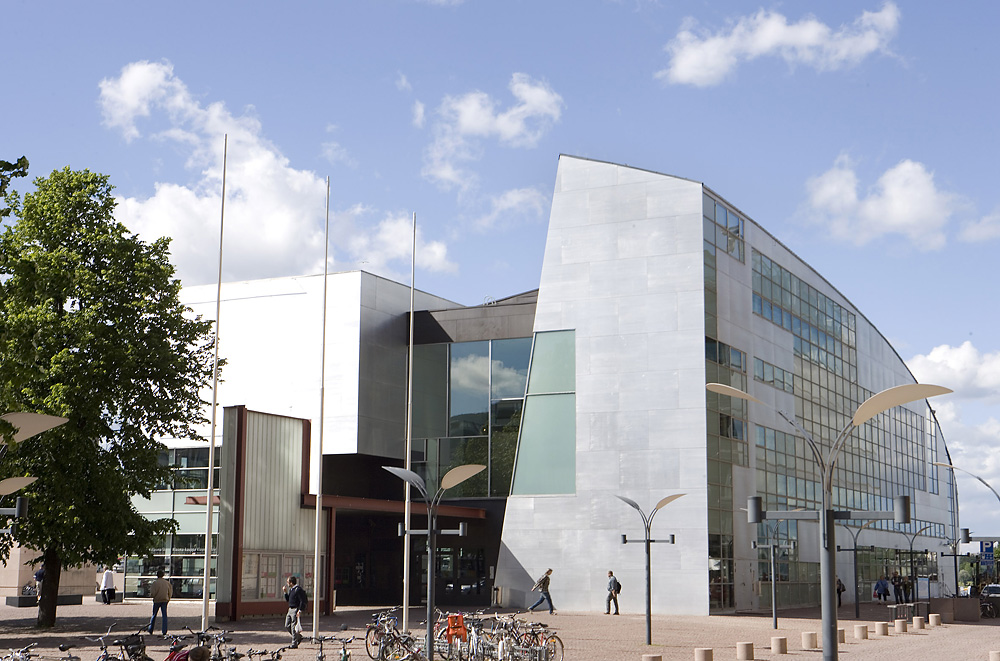
Museet för nutidskonst Kiasma.

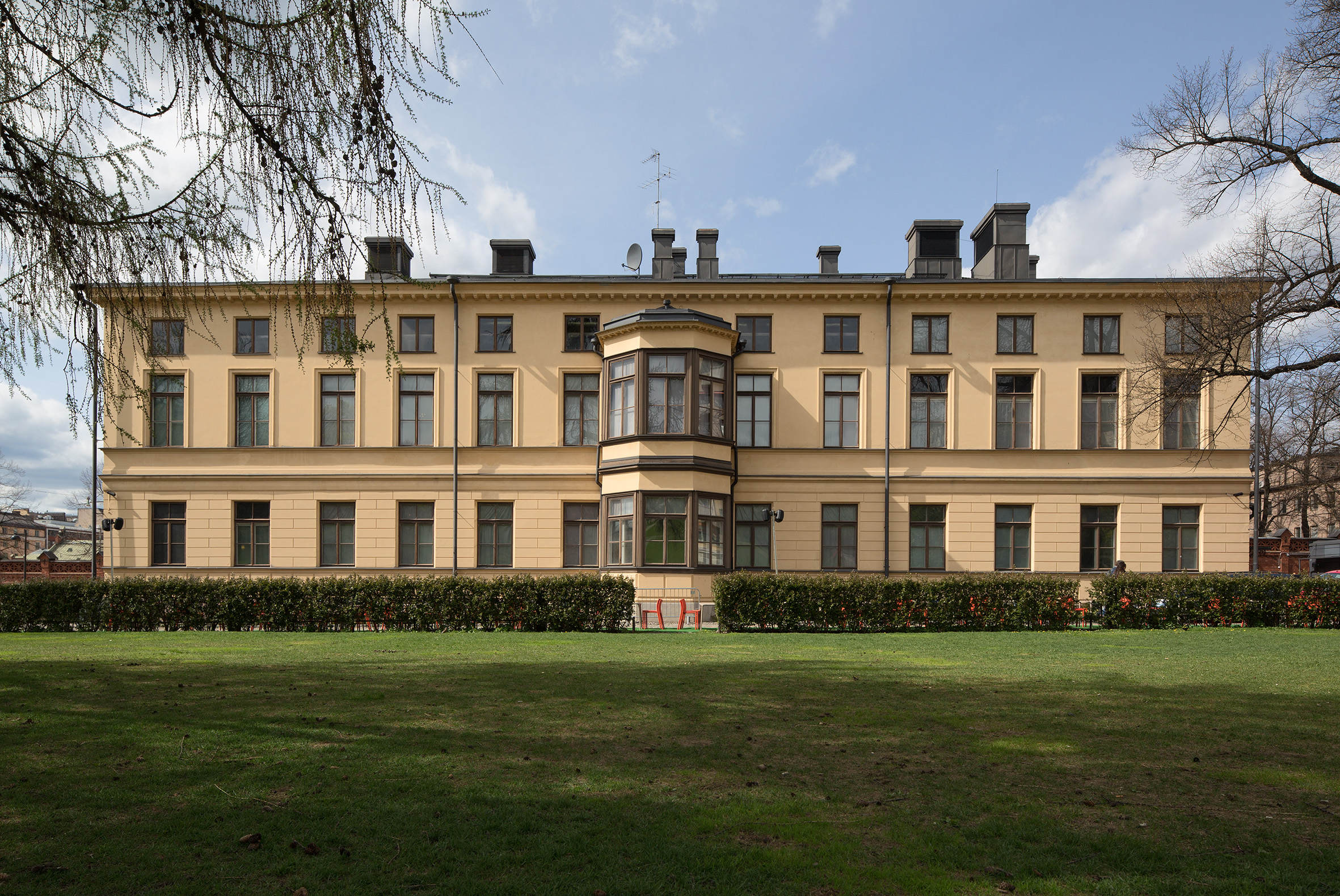
Konstmuseet Sinebrychoff.

Finlands Nationalgalleri (finska: Kansallisgalleria) är ett finländskt centralmuseum, vilket grundades 1990 som det statliga ämbetsverket Statens konstmuseum.
Det 1990 bildade ämbetsverket och nationella centralkonstmuseet Statens konstmuseum ombildades 2014 till den offentligrättsliga stiftelsen Finlands Nationalgalleri. Stiftelsen driver de tre konstmuseerna Konstmuseet Ateneum, Museet för nutidskonst Kiasma och Konstmuseet Sinebrychoff, vars samlingar även fortsättningsvis ägs av den finländska staten.
Finlands Nationalgalleri leds av en undervisnings- och kulturministeriet tillsatt delegation, som möts en gång per år och övervakar en av samma ministerium tillsatt styrelse, med en av statsrådet utsedd generaldirektör som verkställande ledamot.
I anslutning till Finlands Nationalgalleris förvaltning av statens konstsamlingar verkar Statens konstverkskommission, vilken köper in konstverk till statens lokaler i Finland och i landets fastigheter utomlands.

## Besökare
År 2014 hade Ateneum hade 410 000 besökare, Kiasma (åtta månader) 148 000 och Sinebrykoff 28 000.